# 莊和子
莊和子（1945年5月20日—），也稱顏莊和子，出生於臺灣嘉義市，企業家、政治人物，曾任第六屆僑選立法委員。外公是前嘉義市市長、嘉義縣縣長何茂取，丈夫為企業家顏永財博士，兩人育有二子一女。

## 生平
嘉義女中畢業後，但沒能應屆考上大學，於是在南陽街補習班補習，一年後考上中山醫專護理科。大學畢業後，回故鄉當護理老師。
1969年年底，在丈夫顏永財出國留學半年後也赴美，之後找到在醫院的工作。1975年與丈夫一同返台，丈夫受邀擔任國立臺灣大學化學系的客座教授，不久則返回北加州。
1981年，辭去護士工作，與丈夫顏永財博士共同成立「MLI微影公司」。
2012年10月8日放棄中華民國國籍，依法不能擔任民視股東，導致民視被罰款。

## 從政經歷
2000年擔任海外僑務委員，2004年回台擔任僑選立法委員，為立法院的「科資委員會」成員。2008年莊和子轉戰嘉義市選舉區，不過因為台灣團結聯盟同時推出上屆高票落選的凌子楚參選、導致泛綠分裂，中國國民黨時任立委江義雄因此漁翁得利、以未過半票數當選，莊和子終以七千餘票的些微差距無緣連任，從此淡出政壇。其弟莊士賢曾任新聞網站《美麗島新聞網》（Formosa News，2007年1月15日開站，2008年關站）社長。
2024年8月1日，獲總統賴清德聘任為總統府國策顧問。

### 選舉
2008年中華民國立法委員選舉（嘉義市選舉區）
- 總選舉人數：198,751
- 總票數（投票率）：114,025（57.37%）
- 有效票（比率）：113,003（99.11%）
- 無效票（比率）：1,022（0.89%）

| 號次 | 候選人 | 政黨         | 得票數 | 得票率 | 當選標記 |
| ---- | ------ | ------------ | ------ | ------ | -------- |
| 1    | 凌子楚 | 台灣團結聯盟 | 14,273 | 12.63% |          |
| 2    | 江義雄 | 中國國民黨   | 52,774 | 46.70% |          |
| 3    | 莊和子 | 民主進步黨   | 45,293 | 40.08% |          |
| 4    | 林瑞霞 | 台灣綠黨     | 663    | 0.59%  |          |

## 家庭
- 與丈夫顏永財育有2子（顏啟民、顏保民）1女